# Castell de Portezuelo
El Castell de Portezuelo, també conegut com a Castell de Marmionda, és una fortalesa situada a la localitat extremenya de Portezuelo, a la província de Càceres.
La construcció del castell es remunta al segle xii durant l'ocupació almohade de la zona. Després de ser conquistat per Ferran II de Lleó, va ser lliurat a l'Orde del Temple i ràpidament recuperat pels musulmans l'any 1196. En 1213 va ser definitivament conquerit per Alfons IX de Lleó que el va cedir a l'Orde d'Alcántara.
Durant la seva història, el castell va ser un element defensiu de gran importància per als habitants de la Vall de l'Alagón, des de l'època dels visigots fins a l'edat mitjana.
Durant diversos segles va anar sofrint successives reformes. La darrera d'importància fou la feta durant el segle xvi.